# Trevenzuolo
Trevenzuolo es una localidad y comune italiana de la provincia de Verona, región de Véneto, con 2.711 habitantes.

## Evolución demográfica
| Gráfica de evolución demográfica de Trevenzuolo entre 1861 y 2001 |
|                                                                   |
| Fuente ISTAT - elaboración gráfica de Wikipedia                   |